# Lac Testard (rivière Broadback)
Pour les articles homonymes, voir Testard.
Le lac Testard est plan d’eau douce du bassin versant de la rivière Broadback, situé dans Eeyou Istchee Baie-James (municipalité), dans la région administrative du Nord-du-Québec, dans la province de Québec, au Canada. Ce lac constitue l’un des principaux plans d’eau de tête de la rivière Broadback.
Ce plan d’eau fait partie de la réserve faunique Assinica. Les zones environnantes sont propices à la chasse et à la pêche. La foresterie constitue la principale activité économique du secteur ; les activités récréotouristiques en second.
Le bassin versant du lac Testard est difficile par accès routier. Néanmoins, il est desservi par quelques routes forestières pour la foresterie et les activités récréotouristiques. Ces routes se connectent du côté Sud à une route principale menant vers le Sud à Chibougamau ; cette route enjambant le détroit entre la partie principale du lac Frotet et la baie Moléon (située au Sud-Ouest de ce dernier lac). Une autre route remontant vers le Nord passe sur la rive Nord du lac Troilus.
La surface du lac Testard est habituellement gelée de la fin octobre au début mai, toutefois la circulation sécuritaire sur la glace se fait généralement de la mi-novembre à la fin d'avril.

## Géographie
Les principaux bassins versants voisins du lac Testard sont :
- côté nord : lac Troilus, lac Boisfort, lac Canotaicane, lac de l'Hirondelle, rivière Rupert, rivière Natastan ;
- côté est : Lac De L'Épervanche, lac Bueil, lac Larabel, rivière De Maurès, lac Deroussel ;
- côté sud : lac Frotet, rivière De Maurès, lac De Maurès, rivière Brock Nord, rivière Brock (rivière Chibougamau) ;
- côté ouest : lac Troilus, rivière Châtillon, rivière Broadback, lac Pétrée.

Situé à l’Ouest du lac Mistassini, le lac Testard comporte une superficie de 19,44 km2. Ce lac comporte une longueur de 13,7 km, une largeur maximale de 4,4 km et une altitude de 377 m.
D’une forme complexe, le lac Testard comporte un archipel de plusieurs dizaines d’îles, de nombreuses baies et presqu’îles. Ce lac comporte les caractéristiques suivantes (sens horaire à partir de l’embouchure) :
- une presqu’île rattachée à la rive Nord près de l’embouchure, s’étirant sur 1,6 km vers le Sud-Ouest ;
- une baie, s’étirant vers le Nord-Est sur 1,4 km ;
- une presqu’île, s’étirant sur 4,0 km vers le Sud-Ouest, formant la limite Nord d’une baie secondaire ;
- baie secondaire de la rive Est, s’étirant sur 2,3 km vers le Nord-Est dont la rive Nord-Ouest est la presqu’île précédente. Note  : Cette baie comporte à son tour une baie secondaire accessible du côté Est par un détroit ; cette baie secondaire s’étire sur 4,1 km vers le Sud ; celle-ci reçoit les eaux de six décharges de lacs non identifiés.

L’embouchure du lac Testard est localisée au fond d’une baie du Nord du lac, soit à :
- 10,9 km à l’Est de l’embouchure du lac Troilus ;
- 41,5 km à l’Ouest du lac Mistassini ;
- 61,3 km au Sud-Ouest de l’embouchure du lac Mistassini qui constitue la tête de la rivière Rupert ;
- 67,1 km au Nord-Ouest du centre du village de Mistissini (municipalité de village cri) ;
- 107,7 km au Nord du centre-ville de Chibougamau ;
- 168 km à l’Est de l’embouchure du lac Evans ;
- 312 km à l’Est de la confluence de la rivière Broadback et de la baie de Rupert[1].

## Toponymie
Le terme « Testard » constitue un patronyme de famille d’origine française.
Le toponyme "lac Testard" a été officialisé le 6 juin 1970 par la Commission de toponymie du Québec.